# Type
"Type" (em português:  Tipo) é o primeiro single do álbum Time's Up, lançado em 1990 pela banda Living Colour. A canção obteve moderado sucesso, alcançando a posição #80 no Canadá e #75 no Reino Unido. 

## Faixas
Estados Unidos CD Promo
| N.º | Título                          | Duração |  |
| 1.  | "Type" (Edit)                   | 4:19    |  |
| 2.  | "Type" (Album Version)          | 6:26    |  |
| 3.  | "Final Solution"                | 6:01    |  |
| 4.  | "Sailin' On" (Live at the Ritz) | 1:56    |  |

Países Baixos CD Promo
| N.º | Título                          | Duração |  |
| 1.  | "Type" (Album Version)          | 6:36    |  |
| 2.  | "Should I Stay or Should I Go?" | 2:33    |  |
| 3.  | "Final Solution"                | 6:02    |  |
| 4.  | "Middleman" (Live)              | 3:48    |  |

Estados Unidos CD Promo
| N.º | Título                          | Duração |  |
| 1.  | "Type" (Edit)                   | 4:19    |  |
| 2.  | "Type" (Album Version)          | 6:26    |  |
| 3.  | "Final Solution"                | 6:01    |  |
| 4.  | "Sailin' On" (Live at the Ritz) | 1:56    |  |

## Desempenho nas paradas musicais
| Parada musical (1990)                       | Melhor posição |
| ------------------------------------------- | -------------- |
| Canadá - Canada RPM Top 100 Singles         | 80             |
| Estados Unidos - Alternative Songs          | 3              |
| Estados Unidos - Hot Mainstream Rock Tracks | 5              |
| Reino Unido - UK Singles Chart              | 75             |